# Crassispirella
Crassispirella es un género de foraminífero bentónico de la subfamilia Neodiscinae, de la familia Neodiscidae, de la superfamilia Cornuspiroidea, del suborden Miliolina y del orden Miliolida. Su especie tipo es Crassispirella hughesi. Su rango cronoestratigráfico abarcaba el Changhsingiense (Pérmico superior).

## Clasificación
Crassispirella incluye a la siguiente especie:
- Crassispirella hughesi †